# Phare de Host
Le phare de Host (en croate : Svjetionik Otočić Host) est un phare actif situé sur l'îlot Host de l'île de Vis (municipalité de Vis), dans le Comitat de Split-Dalmatie en Croatie. Le phare est exploité par Plovput , une compagnie du Gouvernement de la République de Croatie.

## Histoire
Le phare, mis en service en 1873, se trouve sur le côté nord d'un îlot dans l'entrée du port de Vis. Le phare a été rénové pour être adapté à des locations de vacances.

## Description
Le phare  est une tour octogonale en pierre de 11 m de haut, avec galerie et lanterne au pignon d'une maison de gardien d'un étage au toit rouge. La tour est en pierre grise non peinte et la lanterne est blanche. Il émet, à une hauteur focale de 21 m, un éclat blanc les 4 secondes. Sa portée est de 8 milles nautiques (environ 15 km).
Identifiant : ARLHS : CRO-056 - Amirauté : E3436 - NGA : 13680 .

## Caractéristiques dufeu maritime
Fréquence : 4s (W)
- Lumière : 0.5 seconde
- Obscurité : 3.5 secondes

|            |
| Île de Vis |

|                         |
| Les îles croates du sud |

### Lien connexe
- Liste des phares de Croatie